# Perwa
Perwa (także Pirwa) – hetycki bóg koni, przejęty z panteonu luwijskiego. Był patronem władców. 
Łączony czasami ze słowiańskim Perunem.